# De raap van Rubens
De raap van Rubens is het honderdnegende stripverhaal uit de reeks van Suske en Wiske. Het is geschreven en getekend door Paul Geerts en gepubliceerd in De Standaard en Het Nieuwsblad van 24 mei 1976 tot en met 29 november 1976. De eerste albumuitgave in de Vierkleurenreeks was op 20 juni 1977, met nummer 164.
Het verhaal werd speciaal gemaakt ter gelegenheid van de vierhonderdste geboortedag van de barokschilder Peter Paul Rubens (1577-1640).

## Locaties
- Antwerpen met de Schelde en het museum voor Schone Kunsten, het Rubenshuis,[1] De Onze-Lieve-Vrouwekerk, het Haviksnest (het hoofdkwartier van de Kwakzalvers), herberg "De verloren zoon", toren van de tovenaar

## Personages en uitvindingen
- Suske, Wiske, Lambik, Jerom, tante Sidonia, professor Barabas, Charel en andere medewerkers van het museum, vrouw en haar zoontje, rijkswachter, struikrovers, Pieter Paul Rubens, Isabella Brant (vrouw van Rubens), Antoon van Dyck, Jordaens en David Teniers, drie rabauwen, Kosjon[2] (hoofdman rabauwen), aartshertog Albrecht en Isabella, kapitein en ruiters, waard van herberg "De verloren zoon", de Grote Kwak en de Kwakzalvers,[3] kok en knecht, de tovenaar.
- De teletijdmachine

## Het verhaal
Na hun avontuur in Australië komen de vrienden terug in Antwerpen aan de Schelde. Jerom voorkomt dat een oude schipper wordt aangereden door een touringcar. Als dank geeft de schipper een koperen ketting die hij ooit heeft opgevist aan Suske. 
De volgende dag viert Lambik zijn verjaardag bij tante Sidonia. Hij krijgt de koperen halsketting van zijn vrienden cadeau. Als hij zich snijdt aan een blik, heeft Lambik geen wond. De vorige eigenaar van de ketting was 99 jaar oud en vreesde niet om door de touringcar te worden aangereden, een teken dat de ketting wellicht magische genezende krachten heeft. 
Lambik besluit de vrienden mee te nemen naar het Koninklijk Museum voor Schone Kunsten. Er verdwijnt een figuur van het schilderij De aanbidding der Wijzen van de beroemde schilder Pieter Paul Rubens tijdens het bezoek van de vrienden, als die Lambik met de ketting ziet. 
Jerom en Lambik blijven logeren bij tante Sidonia. Lambik ziet 's nachts de figuur van het schilderij rondlopen in het huis. De volgende dag blijkt de ketting te zijn verdwenen. Lambik leest in de krant dat de figuur op het schilderij van Rubens terug is, met de ketting om zijn hals. Hij gaat met Suske en Wiske naar het museum. Als Lambik daar zijn eigen ketting nu op het schilderij ziet afgebeeld, raakt hij compleet overstuur. De medewerkers van het museum denken dat Lambik gek is. Als de 'mannen in het wit' Lambik willen oppakken, ontsnapt hij door een raam. 
Lambik vraagt professor Barabas om hem met de teletijdmachine naar het verleden te sturen, maar de professor weigert. Lambik wordt die avond dronken bij cafébezoeken. Hij gaat 's nachts opnieuw naar het laboratorium van professor Barabas en flitst zichzelf naar het jaar 1620, het voorlaatste jaar van het Twaalfjarig Bestand tijdens de Tachtigjarige Oorlog.
Lambik wil eerst naar de Onze-Lieve-Vrouwekerk in Antwerpen. Hij schiet echter een gezelschap te hulp dat wordt aangevallen door struikrovers. Als de rovers afdruipen stelt een vrouw zich voor als Isabella Brant, de vrouw van Rubens. Lambik wordt meegenomen naar het huis van Isabella en vraagt de schilder om in diens atelier te mogen werken. Rubens stelt Lambik voor aan Antoon van Dyck, Jordaens en David Teniers. Lambik verneemt dat hij is uitverkoren als 'de raap', de nieuwe leerjongen in het atelier. Hij smijt met verf op een doek en zegt dat dit in zijn tijd erg populair is. Dan wordt Lambik door Jordaens uitgedaagd tot een schilderduel en schildert even later een auto op een doek, waarna hij wordt gewaarschuwd dat iemand voor minder op de brandstapel terecht kan komen. 
De volgende dag ziet Lambik een vreemd gezelschap op de binnenplaats. Hij hoort dat ze poseren voor "De aanbidding der Wijzen". Lambik ziet de man die zijn ketting heeft gestolen poseren als een van de drie koningen en begint te praten over een ketting met genezende kracht. Daarmee maakt hij zich verdacht. 
Lambik wordt 's avonds op straat overvallen door drie rovers. Hij wordt vastgebonden en naar Kosjon, de man van de ketting, gebracht. Kosjon wil weten wat Lambik van de ketting af weet. Lambik laat echter niets los en wordt daarop meegenomen naar het Haviksnest, het hoofdkwartier van de roversbende die zich de Kwakzalvers noemt. Daar wordt hij ondervraagd door hun leider, de Grote Kwak, en gevangengezet.
Suske en Wiske komen intussen ook aan in het verleden. Ze worden bijna aangereden door een wagen, waarna deze vast komt te zitten aan een boomstronk en stuk raakt. Deze wagen blijkt bestuurd te worden door een groep Kwakzalvers. Ze nemen Wiske in gijzeling, terwijl Suske op pad wordt gestuurd om een nieuwe as voor de wagen te halen. Wiske ontdekt de vastgebonden Lambik in de wagen. Ze wordt neergeslagen en voor dood achtergelaten als er een stoet ruiters aan komt rijden. Wiske wordt gevonden door de ruiters en aartshertog Albrecht en Isabella, de infante, stappen uit hun koets. Als Suske terugkomt met een as, wordt hij samen met Wiske meegenomen naar de herberg "De verloren zoon". Suske hoort nog dat er een bode naar Pieter Paul Rubens wordt gestuurd, omdat hij het paar zou schilderen.
De waard van de herberg is een handlanger van de Kwakzalvers. Hij hoort Wiske in haar ijldromen praten over deze bende. De waard gaat 's nachts naar de ruïne waar de bende verblijft en waarschuwt de mannen. De Grote Kwak besluit dat Wiske moet sterven en geeft de waard vergif mee. Lambik hoort alles vanuit zijn cel en kan dankzij een list ontsnappen. Hij komt net op tijd in de herberg om een giftige beker melk uit Wiskes handen te slaan. De waard wordt opgepakt en voor de aartshertogen gebracht. Hij vertelt dat de Kwakzalvers op zoek zijn naar de ketting met genezende kracht, en Isabella zegt dat zij weet waar deze zich bevindt. Lang geleden wilde een tovenaar haar de ketting geven als dank voor haar hulp, maar Isabella weigerde deze ketting. De tovenaar woont in een toren niet ver van de Schelde. Isabella wil de ketting halen, maar de waard hoort alles. Hij veinst berouw te hebben, en kan even later aan Lambik ontsnappen.
De vrienden gaan op pad om voor de Kwakzalvers bij de toren van de tovenaar te komen. Suske en Wiske hebben het laatste paard en daarom gaat Lambik op een koe op pad. Onderweg kunnen ze de Kwakzalvers tegenhouden en Lambik neemt een paard van de bende mee. De koe wordt naar een stier gebracht. Als Lambik door de Kwakzalvers wordt vastgebonden, komt de stier te hulp. Hierdoor kan Lambik samen met Suske en Wiske de toren bereiken. Als de tovenaar hoort dat de vrienden door Isabella de Infante zijn gestuurd, helpt hij hen en geeft de ketting. 
De Kwakzalvers vallen de toren aan. De tovenaar kan ze lange tijd tegenhouden dankzij zijn toverkracht, maar wordt dan geraakt door een pijl van de Grote Kwak. De Kwakzalvers kunnen de ketting afpakken en rijden weg. De mannen van de aartshertog komen bij de toren en de tovenaar laat met toverkracht zien waar de Kwakzalvers zich bevinden. Met een groep soldaten gaan de vrienden nu naar de Schelde, maar de Kwakzalvers zijn net met een boot vertrokken.
De vrienden zetten met een schip de achtervolging in. Alle gebeurtenissen worden in de 20e eeuw gevolgd door tante Sidonia, Jerom en professor Barabas via het scherm van de teletijdmachine. Jerom wordt ook naar het verleden geflitst en met zijn hulp kunnen ze het vijandelijke schip enteren en de ketting in handen krijgen. De professor flitst de vrienden naar hun eigen tijd, maar Lambik heeft de ketting laten vallen en deze ligt nu op de bodem van de Schelde. 
Lambik is erg gefrustreerd dat hij de ketting opnieuw kwijt is. Dan krijgt hij een brief van Kosjon, met de opdracht 's nachts naar de oever van de Schelde te komen. De vrienden horen intussen op de radio dat de figuur op het schilderij van Rubens opnieuw is verdwenen. 's Nachts verneemt Lambik bij de Schelde dat Kosjon nu vervloekt is door De Grote Kwak, die woedend was toen de vrienden en de ketting verdwenen waren. Kosjon kan niet rusten voordat de ketting weer gevonden is. Hij heeft intussen ook spijt van zijn slechte daden. 
Kosjon geeft Lambik de ketting terug, maar de ketting blijkt zijn magische beschermende kracht te hebben verloren door Kosjons berouw. Kosjon verdwijnt en Lambik gaat met Suske en Wiske naar het museum, waar de figuur opnieuw op het schilderij staat – maar weer zonder ketting. Een museummedewerker schrikt heel erg van de ketting van Lambik. 
Lambik droomt 's nachts dat Pieter Paul Rubens zijn portret schildert.

## Achtergronden bij het verhaal

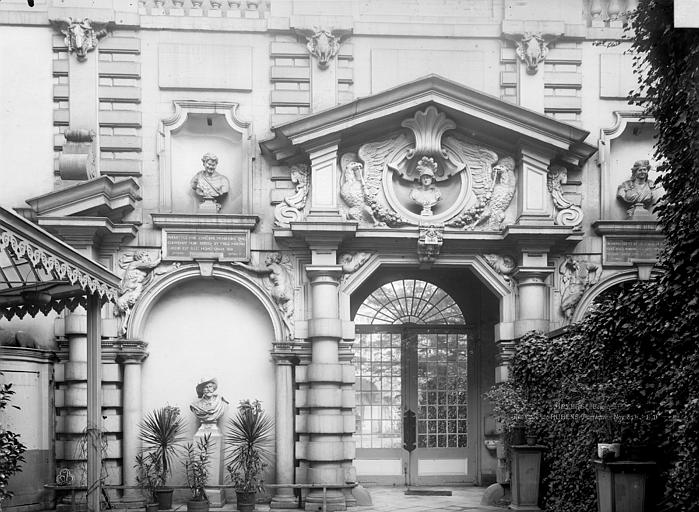
Het Rubenshuis, waar een deel van De raap van Rubens zich afspeelt

- De raap van Rubens is wel genoemd als voorbeeld van een "ouderwets leuk" verhaal, dat kwalitatief duidelijk uitstak boven veel andere Suske en Wiske-verhalen uit dezelfde periode. Veel lezers waren namelijk van mening dat de serie aanzienlijk aan kracht had ingeboet sinds Willy Vandersteen in 1972 de verantwoordelijkheid voor de strip definitief had overgedragen aan Geerts.[5]
- Het verhaal speelt zich grotendeels af in de Zuidelijke Nederlanden ten tijde van de aartshertogen Albrecht en Isabella. Verschillende scènes zijn geïnspireerd door schilderijen van de meester, o.a. De verloren zoon.
- Rubens, Jacob Jordaens en Antoon van Dyck en bepaalde schilderijen van hun hand spelen vaker een rol in de verhalen van Suske en Wiske. Ook andere bekende schilders duiken soms op (zoals Vincent van Gogh in De kleurenkladder).
- Rubens stelt Lambik voor aan Antoon Van Dyck, Jacob Jordaens en David Teniers. Gezien er drie generaties schilders waren met de naam "David Teniers", kan het verwarrend zijn welke van de drie precies bedoeld wordt. Gezien Lambik naar het jaar 1620 werd verstuurd, gaat het vermoedelijk om David Teniers de Oude die toen nog leefde.
- Rubens was ook in werkelijkheid hofschilder voor aartshertogen Albrecht en Isabella.
- Wanneer Van Dyck, Jordaens en Teniers Lambik uitdagen, maakt Lambik een aantal tijdgerelateerde grappen. Zo smijt Lambik met verf op een doek en stampt erop: een verwijzing naar moderne kunst. Rubens zelf is hier zo geschokt over dat hij even moet gaan liggen. Ook schildert Lambik een auto in een landschap. Jordaens waarschuwt dat je al voor minder op de brandstapel komt. Wanneer Lambik Jordaens verslaat in een schilderduel, schildert hij een Z op diens borst. Dit is een verwijzing naar Zorro, een tv-serie die in de jaren 70 heel populair was en waar o.a. ook diverse films van gemaakt zijn.
- Nergens wordt in het album vermeld waarom de Kwakzalvers de ketting willen of wat ze ermee gaan doen. De naam van de bende en het feit dat de ketting genezende krachten bezit suggereert dat ze er mensen tegen betaling mee willen genezen.
- Rubens' werk zou een paar jaar later nog eens een belangrijk thema worden in Het dreigende dinges (1984).

## Heruitgaven
- Ter gelegenheid van het 50-jarig bestaan van de strip in 1995, verschenen van diverse klassiek geworden albums waaronder De raap van Rubens speciale luxe edities.[6]
- In 2016 verscheen er een speciale uitgave van De raap van Rubens in het Antwerps. Hierin is tevens een scène opgenomen van Lambik met een koe, die wel in de kranten verscheen maar niet eerder werd opgenomen in de albumuitgaven.[7]
- In 2018 verscheen er opnieuw een nieuwe editie, nu in de reeks Oude meesters met Suske en Wiske. Dit was ter gelegenheid van de herdenking van de "Antwerpse Gouden Eeuw" (zie ook Antwerpen in de 16e eeuw).

## Historische context
De barok vierde hoogtij tijdens het Twaalfjarig Bestand. Rond Antwerpen was het op dat moment betrekkelijk rustig onder het bewind van de aartshertog Albrecht en Isabella.

## Uitgaven

### Achtergronden bij de uitgaven
- De penselentrilogie, uitgegeven op 11 oktober 2006, is een luxe grootformaat uitgave, waarin drie verhalen over de schilders Rubens, Van Gogh en Rembrandt zijn gebundeld: De raap van Rubens, De kleurenkladder en De nachtwachtbrigade.